# غريغ ستيفنسون
غريغ ستيفنسون (بالإنجليزية: Greg Stevenson)‏ هو مجدف كندي، ولد في 27 فبراير 1969 في شيربروك في كندا.

## وصلات خارجية
- غريغ ستيفنسون على موقع الاتحاد الدولي للتجديف (الإنجليزية)
- غريغ ستيفنسون على موقع أوليمبيديا (الإنجليزية)